# Дуглас, Джон Артур
Джон Артур Дуглас (1802—1879) — английский дипломат, лорд Блумфилд.
Сын простого ирландца, произведенного милостью короля Георга IV в генерал-лейтенанты артиллерии и ирландские пэры. В 22 года сопровождал своего отца в Стокгольм, куда тот был назначен посланником при шведском дворе.
В 1845 г. получил пост чрезвычайного посланника и полномочного министра в Петербурге, откуда по его просьбе его перевели в 1851 г. посланником в Берлин. В Крымскую войну он развил оживленную деятельность и успешно боролся против русского влияния, господствовавшего в берлинских руководящих сферах. В 1860 г. он получил высокий пост посла при венском кабинете и участвовал в переговорах по поводу тогдашних польских и датских усложнений.
В июле 1871 г. покинул дипломатическое поприще и по этому случаю получил титул барона Блумфилд со званием пэра Соединенного Королевства.